# 佐敷太郎峠

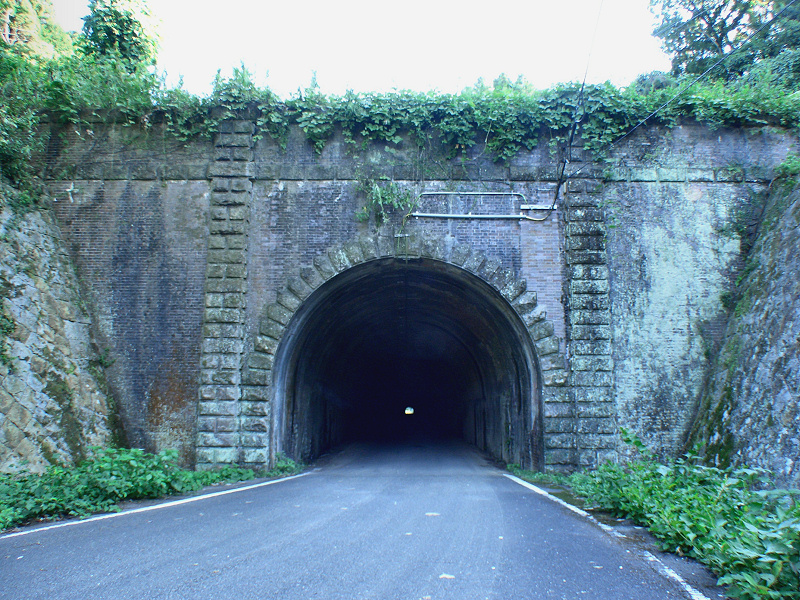
佐敷峠を貫く佐敷隧道（国道3号旧道）

佐敷太郎峠（さしきたろうとうげ）は、熊本県葦北郡芦北町大字海浦と熊本県葦北郡芦北町大字花岡を結ぶ峠。津奈木太郎峠や赤松太郎峠とともに三太郎峠と呼ばれている。1965年（昭和40年）に国道3号が開通したことで旧道は町道となった。標高324m。

## 地理
津奈木太郎峠や赤松太郎峠とともに三太郎峠と呼ばれ、中央構造線（臼杵八代構造線）の南端に位置する。峠ごとに岩質が異なり佐敷太郎峠は砂岩や石灰岩からなる。薩摩街道時代から難所の一つとして知られ、あまりにも急峻であったため住民は海路を使うことも多かった。
明治時代の国道整備でレンガ造りの佐敷隧道（後述）が完成し、昭和40年代の国道改築まで使われた。その後のいわゆる「三太郎国道」の整備では軟弱な土質と出水に悩まされたが、1965年（昭和40年）に佐敷トンネル（1,570m）が完成した。

## 沿革
- 1903年（明治36年） - 佐敷隧道(旧佐敷トンネル)完成[3]
- 1965年（昭和40年） - 佐敷トンネル完成[2]
- 2009年（平成21年） - 南九州西回り自動車道田浦IC - 芦北IC間開通に伴い新佐敷トンネル供用開始。

## 交通
- 国道3号 ： 海浦駅付近から佐敷側の山裾までを旧道をショートカットするように佐敷トンネルが通っている。
  - 国道3号旧道 ： 山頂部を佐敷隧道で越える。
- 肥薩おれんじ鉄道線 ： 海浦駅 - 佐敷駅間の単線トンネル。
- E3A 南九州西回り自動車道 ： 田浦IC - 芦北IC間を新佐敷トンネルで佐敷太郎峠を越える。

## 旧佐敷隧道
旧佐敷隧道は1901年（明治34年）に着工、1903年（明治36年）5月末に竣工した。全長433.5m、幅員5.5m、中央高4.4mである。
佐敷太郎峠の旧佐敷隧道とともに国外から技師を招いて設計施工された。ただし具体的な設計施工者の名前は不明で、『日本道路史』（日本道路協会）ではオランダ人技師とするが、熊本県や『芦北町史』ではドイツ人の技師としている。煉瓦は徳島県から旧田浦町に移住した瓦職人によって製造されたという。隧道坑口については旧津奈木隧道とは異なり垂直である。
2002年（平成14年）に国の有形文化財に登録されている。